# بيل ماهر (مجدف)
بيل ماهر (بالإنجليزية: Bill Maher)‏ هو مجدف أمريكي، ولد في 25 يونيو 1946 في ديترويت في الولايات المتحدة.

## وصلات خارجية
- بيل ماهر على موقع الاتحاد الدولي للتجديف (الإنجليزية)
- بيل ماهر على موقع اللجنة الأولمبية الدولية (الإنجليزية)
- بيل ماهر على موقع أوليمبيديا (الإنجليزية)